# Zdravilišče Lipik
Koordinati:   45°25′00″N, 17°09′17″E
Zdravilišče Lipik so zdraviliški in rekreacijski center v kraju Lipik na Hrvaškem.
Slikovite toplice ležijo ob severnih obronkih Psunja sredi prostornega in vzorno urejenega parka na nadmorski višini okoli 153 mnm. Kraj ima kontinentalno podnebje. Lipiške toplice so ene strarejših toplic na Hrvaškem . Prvi znani zapisi o termalni vodi so iz leta 1777, ko se omenja lesena zgradba s tremi kopalnimi kadmi. Mineralno vodo za pitje stekleničijo že od leta 1773. 

## Naravno zdravilno sredstvo
Naravno zdravilno sredstvo je alkalno-mureatična hipertermalna voda, ki vsebuje brom  in jod. Temperatura vode na izviru je 60ºC.
- Indikacije: obolelost srca in ožilja, obolelost ledvic in sečevodov, presnovne motnje, ortopedske bolezni in deformacije, multipla skleroza, nevrološke bolezni in degenerativne bolezni.
- Kontraindikacije: psihoze
- Zdravljenje: pitje vode in kopeli v bazenih in banjah, obloge iz mineralnega blata in inhaliranje.

## Rekreacija
Pokriti in zunanji bazeni s termalno vodo, avtomatsko kegljišče, teni igrišča, namizni tenis, kolesarjenje, odbojka, jahanje ali vožnja s kočijo, ribolov, planinarjenje.